# Forza Nazionale (Malta)
Forza Nazionale (in maltese Forza Nazzjonali) è stata una coalizione elettorale costituitasi in vista delle elezioni parlamentari del 2017 cui hanno preso parte:
- il Partito Nazionalista;
- il Partito Democratico.

La lista ha ottenuto il 43,68% dei voti e 30 seggi, venendo sconfitta dal Partito Laburista.